# Чеховець (Польща)
Чеховець (пол. Czechowiec) — село в Польщі, у гміні Житно Радомщанського повіту Лодзинського воєводства.
Населення — 149 осіб (2011).
У 1975-1998 роках село належало до Ченстоховського воєводства.

## Демографія
Демографічна структура станом на 31 березня 2011 року:
|          | Загалом | Допрацездатний вік | Працездатний вік | Постпрацездатний вік |
| -------- | ------- | ------------------ | ---------------- | -------------------- |
| Чоловіки | 70      | 12                 | 44               | 14                   |
| Жінки    | 79      | 15                 | 35               | 29                   |
| Разом    | 149     | 27                 | 79               | 43                   |